# レナ・ソーダバーグ
レナ・ソーダバーグ（Lena Söderberg、1951年3月31日 - ）は、スウェーデン出身のモデル。
『プレイボーイ』誌の1972年11月号にレナ・ショブロム（Lenna Sjööblom）の名前でプレイメイトとして登場している。このセンターフォールドの写真は、ドワイト・フッカーによって撮影された。この画像は後にデジタル画像処理の分野における標準テスト画像となり、その画像は「レナ（Lenna）」として知られている。

## 生涯
レナ・ショブロムは出生時の名前であり、プレイメイトとなったときにはレナ・ソーダバーグと名乗っていた。スウェーデン語に従えばレーナ・セーデルベリとなるが、英語読みのレナ・ソーダバーグの方が有名である。2度めの結婚後はレーナ・フォセーン(Lena Forsén (スウェーデン語発音: [leːˈna fʊˈʂeːn]))と名乗っている。

### モデル
スウェーデンの高校を卒業した後、親戚の家でオペアとして働くためにアメリカに渡った。1971年に結婚し、イリノイ州シカゴに移り住んだ。結婚したばかりで生活費の捻出に苦労していたことから、夫の勧めでモデルとしての仕事をするようになった。1972年には、『プレイボーイ』誌11月号のセンターフォールドを飾った。
その後、グリーンカードを取得して最初の夫と離婚し、別の男性と付き合うようになった。『プレイボーイ』のヒュー・ヘフナーからプレイボーイ・マンションに来るよう勧められたが、これを断り、恋人とともにニューヨーク州ロチェスターに移り住んだ。そして、コダックのモデルとなり、写真の肌色のバランスを取るためのカラーリファレンスカード「シャーリーカード」に使用されたほか、製品広告やカタログ、取扱説明書など、コダックの出版物に数多く登場した。また、副業としてバーテンダーをしていた。

### 「レナ」
「レナ」(Lenna)と呼ばれる、『プレイボーイ』誌に掲載された彼女のセンターフォールドの肩から上の部分をトリミングした画像は、デジタル画像処理のアルゴリズムをテストするのによく使われる標準的なテスト画像となっている。『プレイボーイ』の写真のスキャンが遍在していることから、彼女は「インターネットのファーストレディ」と呼ばれている。
1997年に開催されたイメージング科学技術学会(IS&T)の第50回年次大会にゲストとして参加し、自分自身についてのプレゼンテーションを行った。
2019年1月、より良い報酬を得られれば良かったと思いつつも「あの写真をとても誇りに思っている」とインタビューで語っている。一方で、同年11月に北米で公開された『Losing Lena』という「レナ」画像の使用の中止を呼びかける短編ドキュメンタリーの中では、「私はずっと前にモデルを引退しました。そろそろ技術からも引退したいと思います」と語っている。

### モデル引退後
その後、スウェーデンに帰国し、現在はセーデルテリエに住んでいる。
1997年には、政府機関で障害者の従業員を監督し、コンピュータとスキャナを使ってデータをアーカイブする仕事をしていた。

## 私生活
2度結婚し、子供が3人いるほか、孫が多数いる。息子の一人は技術系の仕事をしており、母の画像のことも知っているという。